# ベイカー銃
ベイカー銃(英:Baker rifle、制式にはPattern 1800 Infantry Rifle)はイギリス陸軍のライフル連隊がナポレオン戦争で使用したフリントロック式の前装ライフル銃。イギリス軍が最初に標準装備として採用したイギリス製ライフル銃である。
ベイカー銃は1800年からホワイトチャペルの高名なガンスミスであるエゼキエル・ベイカー(Ezekiel Baker)によって製造された。1830年代になるまで使用が続けられた。

## 歴史及び設計
イギリス陸軍は、アメリカ独立戦争での経験からライフル銃の価値を認識した。しかしながら、当時のライフル銃は扱いにくく、発射速度が遅く、壊れやすくまた高価であり、特殊部隊での使用に限られるものであった。ライフル銃は少数が使用されているのみで、特殊な構成部品を使用しており、しばしばプロイセンから輸入されていた。フランス革命戦争では新戦術が生み出され、やや遅れたとはいえ、イギリス陸軍も取り入れることとなった。1800年の「実験ライフル連隊」の設立に先立ち、同年2月22日にはウーリッジにおいて軍需評議会（Board of Ordnance）によって、標準装備ライフルを選択するための試験が実施されている。結果、ベイカー銃が採用された。
国王ライフル部隊（King's Royal Rifle Corps）設立の責任者であったクート・マニングハム（Coote Manningham）大佐が、初期のベイカー銃のデザインに影響を与えた。最初の試作モデルは制式歩兵用フリントロック式マスケット（ブラウン・ベス）に類似したものであったが、重すぎて採用されなかった。ベイカーはドイツ製ヤーゲル銃（Jager rifle）を参考にするように手渡された。2番目の試作モデルは、歩兵用マスケットと同じ.75口径であった。銃身長は32インチで、8条の長方形の施条が彫られた。この試作モデルは採用されたが、製造に移行する前にさらに変更が実施された。3番目の試作モデルは銃身長を32インチから30インチに短縮し、.625口径のカービン弾が使用できるように.653口径に小さくされた。施条も7本に減らされ、弾丸装填にはグリースを含んだパッチを使用して、弾丸が施条を噛むようにされた。単純な折りたたみ式の照門を使用し、ブラウン・ベスと同様のスワン・ネック型撃鉄を使用する標準的な大型ロック機構を採用した。ドイツ製ヤーゲル銃と同じく、グリップが良好になるように真鍮製の引き金ガードが設けられ、台尻の左側にはチェック・ピース（頬当て）があった。多くのライフル同様に、銃床右側にはパッチボックスがあり、グリースを含ませたリネンのパッチと、工具が収納できた。パッチボックスの蓋は真鍮製で、後ろ側の蝶番で開閉できるようになっていた。銃床はクルミ材で、3本のクサビで銃身を固定するようになっていた。24インチの銃剣が装着できるように、ヤーゲル銃と同じく金属製のロッキング・バーが取り付けられた。銃の全長は45インチであり、歩兵用マスケットより12インチ短くなった。重量は9ポンド弱であった。装薬の黒色火薬がライフル溝にこびりつくため、装填に時間がかかり、また精度にも影響が出た。このため、パッチボックスにはクリーニングキットが収納されていた。歩兵用マスケットにはこのようなクリーニングキットは不要であった。

ベイカー銃が制式採用された後も、さらに改良は続けられ、結果としていくつかのバージョンが存在する。短銃身・軽量の騎兵用カービンモデルも導入され、1803年に33インチモデルを注文したカンバーランド公狙撃部隊の様に、独自のモデルを調達した志願兵部隊もいくつかあった。2番目の量産モデル（パターン）は平面のリング・ネック型撃鉄を使用する「ニューランド」型のロックを採用した。1806年に採用された3番目のモデルは、「ピストルグリップ」型の引き金ガードを採用し、パッチボックスは小型になった。ロックプレートは小型で平面型になり、半防水の受け皿、平面リング・ネック型撃鉄、スライド式の安全ボルトも採用された。1810年に新型の歩兵用マスケットが採用されると、ベイカー銃のロック機構もこれと同じものとされ、これが4番目のモデルになった。このモデルでは「スリット・ストック」- 銃床下部に1/4インチ幅のスリットを設けた - も採用された。これはエゼキエル・ベイカーが、槊杖収納部に残留物が堆積し、特に木材が濡れた後に歪みを生じて収納が困難になるという報告を受けたためである。
「ベイカー銃」と呼ばれるのが殆どであるが、実際には1800年から1837年にかけて多くのメーカーや下請けによって製造が行われている。特に1800年から1815年にかけては、ベイカーではほとんど製造されておらず、ロンドン塔システム（ロンドン塔に兵器庫があったため、この名前で呼ばれる）によって、20以上の下請けメーカーに部品を発注していた。最終組み立てが別の契約企業で行われていたため、陸軍の監査官に送られた段階でも銃は組み上がっておらず、銃身すら装着されていなかった。1805年から1815年にかけてベイカーでは712丁が製造されているが、上位10社にも入っていない。
軍需評議会は、自身の判断と歩兵参謀部からの依頼により、運用期間中に幾つかのバリエーションの製造を命令している。安全装置とスイベル・マウント型の槊杖を使用したカービン銃、1801年型「西インドライフル」（パッチボックスを省略した簡易版）、.75口径とした1809年モデル、ソケット型銃剣を使用可能に銃床を改造した1800/15モデル、などが含まれる。現場で銃床形状を変更することも普通であった。現場での使用の結果、銃床はリスト部分での曲がりが少なく、正確な射撃が困難であったため、蒸気で加温して銃床が曲げられた。この効果は一時的なもの（5年程度で元の形状に戻る）であるため、現存する銃ではこの曲げを確認することはできない。

## 使用
ナポレオン戦争中に、ベイカー銃は長距離での戦闘においての正確性と、戦場での環境下での信頼性を有することが報告されている。この利点にもかかわらず、当時の標準的な歩兵用マスケット銃であったブラウン・ベスを置き換えることはなく、公式にはライフル連隊でのみ使用された。しかしながら実際には、第23歩兵連隊（Royal Welch Fusiliers）や他の連隊で、半島戦争（スペイン独立戦争、1808年 - 1814年）中に軽装備中隊用にベイカー銃を調達している。これら中隊は散兵として、主力部隊の前方で行動し、敵の前線を弱体化あるいは突破する役目を与えられていた（イギリス軍は各大隊に散兵として行動するよう訓練された軽装備中隊を有していたが、これらは通常のマスケット銃を装備していた）。ベイカー銃の長射程と正確さのため、イギリスの散兵部隊はフランスの対抗部隊を日常的に打ち破り、本隊の士官や下士官を狙撃して弱体化させた。
ベイカー銃は、世界中に派遣された第60歩兵連隊の第5大隊、第6大隊及び第7大隊のライフル中隊、ウェリントン公爵の隷下、半島戦争、米英戦争のニューオーリンズの戦い、1815年のワーテルローの戦いに参加した第95歩兵連隊の3個大隊等、エリート部隊とみなされた部隊で使用された。国王ドイツ人軍団（King's German Legion ）の2個の軽歩兵大隊、同軍団の戦列歩兵大隊の軽装中隊の狙撃兵小隊も、ベイカー銃を使用した。多くの志願兵や民兵が個人的にベイカー銃を購入した例も多かったが、これらは正規軍のモデルとは異なる点もあった。いくつかのモデルは第10王立軽騎兵連隊（10th Royal Hussars）を含む騎兵でも使用された。米英戦争ではカナダでも使用された。生産が終了して3年後の1841年時点でも、イギリス陸軍がベイカー銃を使用していたとの記録がある。
19世紀前半、ベイカー銃はいくつかの国で使用されている。特にアラモの戦いでのメキシコ軍は、ブラウン・ベスマスケットと共にベイカー銃を装備していた。ネパール政府向けにも販売されており、2004年にネパール軍からベイカー銃が放出された。

## 性能

### 発射速度
ベイカー銃はマスケット銃のようには素早い再装填はできなかった。銃口径よりやや小さい鉛製の弾丸はグリースを染み込ませたリネンのパッチで包んで、銃口から押し込み、施条にきっちり噛ませるようになっていた。ライフル兵は1分間に2発、照準を行なっての射撃を行うことを期待されたが、他方で訓練された歩兵は1分間に4発ブラウン・ベスマスケット銃を発射できた。しかしながら、実際の射撃速度は兵の経験によって大きく異なり、熟達したライフル兵であれば、1分間に3発の射撃が可能であった。長距離での正確性を増すために、装薬量を調整する場合には、装填時間はさらに長くなり、1分間に1発程度がせいぜいだった。ナポレオン戦争の際には、戦闘時の発射速度を上げるために、紙製のパッチを使用したり、あるいはパッチ無しで装填を行うこともあったが、当然正確さは低下した。
散兵戦術を用いての戦闘では、射撃の正確さは射撃速度よりも重要であった。ライフル兵の戦場における役割は、援護と散兵攻撃（多くの場合敵の散兵に対して）であり、他方マスケットを装備した戦列歩兵は一斉射撃で弾幕を張ってきた。このような戦術の違いが、マスケットに対してライフルの射撃速度をさらに遅くした。

### 正確さと射程
ベイカー銃は、距離200ヤードまでにおいて高い命中率を得ることが期待された。マスケットは中距離においてはそこそこの正確さを有しており、100ヤード先の人サイズの標的に対して、3発に1発程度は命中させられた。しかし、長距離においては命中率は大きく低下した。命中率を補うため、60-80発のマスケット銃の一斉射撃により、どれかの弾丸が命中することを期待した。他方、ベイカー銃は敵戦列の前方、あるいは戦場を見渡せる遮蔽された高所から、敵を狙撃するために用いられた。
この正確性を示すものとして最も有名な例は、第95ライフル連隊第一大隊のライフル兵トーマス・プランケット（Thomas Plunkett）が、半島戦争のア・コルーニャ撤退戦において、フランスのコルベール将軍（Auguste-Marie-François Colbert）の狙撃に成功したものである。距離は不明であるが、ある資料では600ヤードとされている。プランケットは2発目で将軍の副官を倒しており、1発目が偶然ではなかったことを示している。プランケットや他のライフル兵は、この銃の有効射程を越えると思われる距離からの狙撃を日常的に行なっていた。

## 参考資料
- Kenneth Cline. The Baker Rifle. Military Heritage, December 2005, Volume 7, No. 3, p. 10, p. 12, and p. 13); ISSN 1524-8666.
- Bailey, D. W. British Military Flintlock Rifles 1740-1840. Andrew Mowbray Publishers, 2002. ISBN 1-931464-03-0.
- Blackmore, Howard L. British Military Firearms, 1650-1850. Greenhill Books, 1994. ISBN 1-85367-172-X.
- Antill, P (3 February 2006) Baker Rifle, http://www.historyofwar.org/articles/weapon_baker_rifle.html